# 调阶
调阶（Tone terracing）指高或中的声调接在其他声调后发生音位降阶的语音现象。其结果是，声调可能在短时间内维持，然后下降，再维持一段时间，再下降，如此反复到韵律单位的末端，之后音高复位（pitch reset）。特定声调随时间的音高变化将呈现像梯田一样的阶梯状，由此得名“调阶”。
由于低调的音高会在话者音域的低端，基本维持不变。其他声调的降阶会使它们的音高差逐渐缩小，为使声调系统继续运作，就要复位音高。
西非语言的调阶现象尤其常见，通常只有低调会导致降阶。加纳的契维语的系统更复杂，其中有高中低3个声调。词汇或韵律单元的第一个音节只能是高调或低调。与许多语言相同，低调在开始时位于音域的底部；每遇到一次低调，高调就会降阶。（高-低-高会产生短暂例外，这时低调会从基值升高，而第二个高调仍降阶。随后的低调会回到基值）
相邻的中调也会降阶。实际上，高调的定义是与前一个高调或中调音高相同；中调的音高总低于前一个高或中调。其结果是，每个中调或低调的出现都会使音高降阶，直到韵律单元结束，所有音高复位。
表1. 特维语中一系列中调的调阶（特维语要求第一个音节必须为高调或低调）
| （始音） | 音节 1 : | 音节 2 : | 音节 3 : | 音节 4 |
| -------- | -------- | -------- | -------- | ------ |
| （高）   |          |          |          |        |
|          |          |          |          |        |
| （中）   |          | 中       |          |        |
|          |          |          | 中       |        |
|          |          |          |          | 中     |
| （低）   | 低       |          |          |        |

表2. 特维语的调阶效应，高-中调交替。
| （始音） | 音节 1 : | 音节 2 : | 音节 3 : | 音节 4: | 音节 5 |
| -------- | -------- | -------- | -------- | ------- | ------ |
| （高）   | 高       |          |          |         |        |
|          |          |          |          |         |        |
| （中）   |          | 中       | 高       |         |        |
|          |          |          |          | 中      | 高     |
| （低）   |          |          |          |         |        |

表3. 特维语的调阶效应，高-低调交替。
| （始音） | 音节 1 : | 音节 2 : | 音节 3 : | 音节 4: | 音节 5: | 音节 6 |
| -------- | -------- | -------- | -------- | ------- | ------- | ------ |
| （高）   | 高       |          |          |         |         |        |
|          |          |          | 高       |         |         |        |
| （中）   |          |          |          |         |         | 高     |
|          |          | 低       |          |         |         |        |
| （低）   |          |          |          | 低      | 低      |        |

从表2及表3，可以想象声调序列高-低-高和高-中-高的发音将极其相似。

## 资料
- J.E. Redden and N. Owusu (1963, 1995). Twi Basic Course. Foreign Service Institute (Hippocrene reprint). ISBN 0-7818-0394-2